# (6553) Seehaus
(6553) Seehaus es un asteroide perteneciente al cinturón de asteroides, descubierto el 5 de abril de 1989 por Martin Geffert desde el Observatorio de La Silla, Chile.

## Designación y nombre
Designado provisionalmente como 1989 GP6. Denominado así en memoria del pintor Paul Adolf Seehaus (1891-1919) y de otros pintores de los "expresionistas del Rin". Nacido en Bonn, Seehaus fue alumno de August Macke entre 1910 y 1914. En 1913, Macke, Seehaus y otros miembros del grupo realizaron una exposición en Bonn, lo que los consagró como pintores expresionistas en Alemania por derecho propio, además de los grupos ya existentes de "Die Brücke" y "Der blaue Reiter". En su obra, Seehaus siempre estuvo interesado en un equilibrio entre la pintura tradicional y la moderna.

## Características orbitales
Seehaus está situado a una distancia media del Sol de 3,054 ua, pudiendo alejarse hasta 3,299 ua y acercarse hasta 2,808 ua. Su excentricidad es 0,080 y la inclinación orbital 13,355 grados. Emplea 1949,05 días en completar una órbita alrededor del Sol.
Los próximos acercamientos a la órbita de Júpiter ocurrirán el 6 de mayo de 2072, el 16 de noviembre de 2120 y el 24 de noviembre de 2178.

## Características físicas
La magnitud absoluta de Seehaus es 12,64. Tiene 10,404 km de diámetro y su albedo se estima en 0,196.